# Quận Genesee, New York
Quận Genesee (tiếng Anh: Genesee County) là một quận ở Tây New York trong tiểu bang New York, Hoa Kỳ. Quận lỵ là thành phố Batavia 6. Theo điều tra dân số năm 2000 của Cục điều tra dân số Hoa Kỳ, quận này có dân số 60.370 người 2 Tên gọi xuất phát từ tiếng Seneca Gen-nis'-hee-yo có nghĩa "Thung lũng đẹp.".

## Địa lý
Theo Cục điều tra dân số Hoa Kỳ, quận có tổng diện tích 1282 km², trong đó có 3 km2 là diện tích mặt nước.

### Quận giáp ranh
- Quận Orleans, New York - bắc
- Quận Monroe, New York - đông
- Quận Livingston, New York - đông nam
- Quận Wyoming, New York - nam
- Quận Erie, New York - tây
- Quận Niagara, New York – tây bắc

### Các xa lộ
- Interstate 90 (New York State Thruway)
- U.S. Route 20
- New York State Route 5
- New York State Route 19
- New York State Route 33
- New York State Route 63
- New York State Route 77
- New York State Route 98

### Các thành phố và thị trấn
- Alabama (thị trấn)
- Alexander (làng)
- Alexander (thị trấn)
- Attica (làng) [shared with Wyoming County]
- Batavia (thành phố)
- Batavia (thị trấn)
- Bergen (làng)
- Bergen (thị trấn)
- Bethany (thị trấn)
- Byron (thị trấn)
- Corfu (làng)
- Darien (thị trấn)
- Elba (làng)
- Elba (thị trấn)
- Le Roy (làng)
- Le Roy (thị trấn)
- Oakfield (làng)
- Oakfield (thị trấn)
- Pavilion (thị trấn)
- Pembroke (thị trấn)
- Stafford (thị trấn)